# Восток-1 (антарктична станція)
Восток-1 — закрита радянська полярна станція. Розташована на рівнині Східної Антарктиди в 620 км на південь від станції Мирний на висоті 3252 м над рівнем моря. Товщина крижаного покриву під станцією — 2900 м. На станції знаходилися радіостанція, електростанція з дизельними генераторами потужністю 12 і 24 кВт, кают-компанія з камбузом і житлове приміщення.

## Історія
Спорудження було розпочато 18 березня 1957, 12 квітня почалися метеорологічні спостереження, пізніше: аерологічні, актинометричні і гляціологічні дослідження. 1 грудня 1957 станція була закрита, а обладнання перевезено в район геомагнітного полюсу, на місце майбутньої станції Восток. Ідентифікаційний номер станції Восток-1 у реєстрі Всесвітньої метеорологічної організації був 89594.

## Клімат в районі станції
Середня річна температура повітря -47,4 °C, максимальна: -24,4 °C, мінімальна: -73,3 °C. Середня місячна швидкість вітру 5,3—8,1 м/с, максимальна — 22 м/с. Вітер переважно дме з південного сходу. Полярна ніч з 15 травня по 27 липня.